# تروآکی اوگاوا
تروآکی اوگاوا (انگلیسی: Teruaki Ogawa؛ زادهٔ ۲۹ اوت ۱۹۶۸) بازیگر و صداپیشه اهل ژاپن است.